# Grigorij Andriejew
Grigorij Pietrowicz Andriejew (ros. Григорий Петрович Андреев, ur. 1908 we wsi Danijakino w guberni saratowskiej, zm. w listopadzie 1981 w Moskwie) – pułkownik NKWD, ludowy komisarz spraw wewnętrznych Karelo-Fińskiej SRR (1941).

## Życiorys
Początkowo pracował w przemyśle odzieżowym w Bałaszowie, później w kopalni w Szachtach i Nowoczerkasku. Od 1927 działacz Komsomołu, a od 1931 WKP(b). 1937–1938 sekretarz kopalnianego komitetu partyjnego w Nowoczerkasku, później wstąpił do NKWD. Od 9 marca 1939 major bezpieczeństwa państwowego. Naczelnik Wydziału I Głównego Zarządu Ekonomicznego NKWD, od 1939 zastępca szefa tego zarządu i równocześnie naczelnik Wydziału IV. Od 26 lutego do 31 lipca 1941 ludowy komisarz spraw wewnętrznych Karelo-Fińskiej SRR, 14 marca 1940 mianowany starszym majorem bezpieczeństwa państwowego, od 30 grudnia 1941 do 1943 zastępca ludowego komisarza spraw wewnętrznych Turkmeńskiej SRR, od kwietnia do czerwca 1943 zastępca szefa Zarządu NKWD obwodu kurskiego. Od 16 kwietnia 1943 pułkownik NKWD. 1943–1949 szef zarządu Goznaku w Moskwie. Odznaczony czterema Orderami Czerwonego Sztandaru Pracy, Orderem „Znak Honoru” i dwoma medalami.